# Liga das Nações de Voleibol Masculino de 2022
A Liga das Nações de Voleibol Masculino de 2022 foi a quarta edição deste torneio, sendo promovido pela Federação Internacional de Voleibol (FIVB). O torneio ocorreu de 7 de junho a 24 de julho com as finais ocorrendo na cidade de Bolonha, na Itália.
Atual campeão, o Brasil foi eliminado nas quartas de final pelos Estados Unidos, no que foi sua pior campanha desde a Liga Mundial de 2015, quando terminou em quinto lugar. Na final inédita protagonizada pelos Estados Unidos e pela seleção francesa, a seleção europeia venceu a partida no tie-break conquistando o seu primeiro título da competição. Na disputa pelo terceiro lugar, a seleção polonesa venceu a seleção anfitriã da fase final e assegurou o segundo bronze de sua história no torneio. O ponteiro francês Earvin N'Gapeth foi eleito o melhor jogador da competição (MVP).

## Participantes
Segue-se o quadro com as dezesseis seleções qualificadas para a Liga das Nações de 2022. Entre parênteses está a posição de cada equipe no ranking da FIVB antes do início da competição.
No dia 1 de março de 2022, a FIVB anunciou a exclusão das seleções da Rússia e da Bielorrússia de todos os torneios, após as tensões causadas pela invasão da Ucrânia. Em 29 de abril foi anunciado a seleção da China como substituta da seleção russa na competição, marcando o seu retorno para o torneio, uma vez que na edição anterior, a seleção desistiu de participar por conta das restrições impostas pela pandemia de COVID-19 na Itália. As partidas do grupo 6 que aconteceriam em Kemerovo foram transferidas para Gdansk, na Polônia.
| Qualificação         | Qualificados       |
| -------------------- | ------------------ |
| Equipes obrigatórias | Alemanha (16)      |
| Equipes obrigatórias | Argentina (6)      |
| Equipes obrigatórias | Brasil (1)         |
| Equipes obrigatórias | Estados Unidos (7) |
| Equipes obrigatórias | França (4)         |
| Equipes obrigatórias | Irã (10)           |
| Equipes obrigatórias | Itália (5)         |
| Equipes obrigatórias | Japão (11)         |
| Equipes obrigatórias | Polônia (2)        |
| Equipes obrigatórias | Sérvia (9)         |
| Equipes desafiantes  | Austrália (31)     |
| Equipes desafiantes  | Bulgária (21)      |
| Equipes desafiantes  | Canadá (12)        |
| Equipes desafiantes  | China (22)         |
| Equipes desafiantes  | Eslovênia (8)      |
| Equipes desafiantes  | Países Baixos (15) |

## Fórmula de disputa
Fase preliminar
As dezesseis seleções participantes foram divididas em dois grupos de oito seleções cada. Durante as três semanas de competições da fase classificatória, cada equipe jogou um total de 12 partidas, consistindo em quatro partidas entre a terça e o domingo de cada semana.
Fase final
A fase final foi composta pelas oito melhores equipes da fase classificatória. Consistiu em oito partidas no total: quatro jogos nas quartas de final, duas semifinais e as disputas pelo terceiro lugar e pelo título do campeonato.

## Calendário
O resultado do sorteio dos grupos foi realizado em 7 de dezembro de 2021 e posteriormente ratificado em 29 de abril de 2022.
| Brasil · China · Estados Unidos · Eslovênia | Japão · Irã · Países Baixos · Austrália |

| Canadá · Polônia · França · Sérvia | Argentina · Itália · Alemanha · Bulgária |

| Japão · França · China · Eslovênia | Argentina · Itália · Alemanha · Países Baixos |

| Bulgária · Brasil · Polônia · Estados Unidos | Sérvia · Canadá · Irã · Austrália |

| Japão · Brasil · França · Estados Unidos | Argentina · Canadá · Alemanha · Austrália |

| China · Polônia · Eslovênia · Sérvia | Itália · Irã · Países Baixos · Bulgária |

## Locais

### Fase preliminar
| Primeira semana                                 | Primeira semana               |
| Grupo 1                                         | Grupo 2                       |
| Ginásio Nilson Nelson Brasília, Brasil          | TD Place Arena Ottawa, Canadá |
| ----------------------------------------------- | ----------------------------- |
| Capacidade: 11 105                              | Capacidade: 9 500             |
|                                                 |                               |
| Segunda semana                                  |                               |
| Grupo 3                                         | Grupo 4                       |
| Smart Araneta Coliseum Cidade Quezon, Filipinas | Arena Armeec Sófia, Bulgária  |
| Capacidade: 16 035                              | Capacidade: 15 373            |
|                                                 |                               |
| Terceira semana                                 |                               |
| Grupo 5                                         | Grupo 6                       |
| Ginásio Central Municipal de Osaka Osaka, Japão | Ergo Arena Gdansk, Polônia    |
| Capacidade: 10 000                              | Capacidade: 11 409            |
|                                                 |                               |

### Fase final
| Fase final                   | Fase final |
| ---------------------------- | ---------- |
| Unipol Arena Bolonha, Itália | Bolonha    |
| Capacidade: 11 000           | Bolonha    |
|                              | Bolonha    |

## Critérios de classificação no grupo
1. Número de vitórias;
2. Pontos;
3. Razão de sets;
4. Razão de pontos;
5. Resultado da última partida entre os times empatados.

- Placar de 3–0 ou 3–1: 3 pontos para o vencedor, nenhum para o perdedor;
- Placar de 3–2: 2 pontos para o vencedor, 1 para o perdedor.

## Fase preliminar

### Tabela
|  | Equipes classificadas para a fase final           |
|  | Equipe classificada para a fase final (país-sede) |
|  | Equipe rebaixado para a Challenger Cup de 2022    |

|     |                |     | Jogos | Jogos | Jogos | Resultados | Resultados | Resultados | Resultados | Resultados | Resultados | Sets | Sets | Sets  | Pontos | Pontos | Pontos |
| Pos | Equipe         | Pts | T     | V     | D     | 3–0        | 3–1        | 3–2        | 2–3        | 1–3        | 0–3        | V    | P    | R     | V      | P      | R      |
| --- | -------------- | --- | ----- | ----- | ----- | ---------- | ---------- | ---------- | ---------- | ---------- | ---------- | ---- | ---- | ----- | ------ | ------ | ------ |
| 1   | Itália         | 31  | 12    | 10    | 2     | 7          | 3          | 0          | 1          | 0          | 1          | 32   | 9    | 3.556 | 986    | 872    | 1.131  |
| 2   | Polônia        | 31  | 12    | 10    | 2     | 6          | 4          | 0          | 1          | 1          | 0          | 33   | 10   | 3.300 | 1031   | 898    | 1.148  |
| 3   | Estados Unidos | 27  | 12    | 10    | 2     | 3          | 4          | 3          | 0          | 1          | 1          | 31   | 16   | 1.938 | 1102   | 975    | 1.130  |
| 4   | França         | 28  | 12    | 9     | 3     | 7          | 2          | 0          | 1          | 2          | 0          | 31   | 11   | 2.818 | 994    | 826    | 1.203  |
| 5   | Japão          | 27  | 12    | 9     | 3     | 1          | 7          | 1          | 1          | 0          | 2          | 29   | 18   | 1.611 | 1092   | 997    | 1.095  |
| 6   | Brasil         | 24  | 12    | 8     | 4     | 6          | 2          | 0          | 0          | 2          | 2          | 26   | 14   | 1.857 | 960    | 881    | 1.090  |
| 7   | Irã            | 20  | 12    | 7     | 5     | 4          | 2          | 1          | 0          | 1          | 4          | 22   | 19   | 1.158 | 961    | 923    | 1.041  |
| 8   | Países Baixos  | 17  | 12    | 6     | 6     | 4          | 1          | 1          | 0          | 2          | 4          | 20   | 21   | 0.952 | 915    | 932    | 0.982  |
| 9   | Argentina      | 18  | 12    | 5     | 7     | 0          | 5          | 0          | 3          | 3          | 1          | 24   | 26   | 0.923 | 1110   | 1117   | 0.994  |
| 10  | Eslovênia      | 15  | 12    | 5     | 7     | 2          | 3          | 0          | 0          | 3          | 4          | 18   | 24   | 0.750 | 917    | 963    | 0.952  |
| 11  | Sérvia         | 14  | 12    | 5     | 7     | 1          | 2          | 2          | 1          | 2          | 4          | 19   | 27   | 0.704 | 1010   | 1043   | 0.968  |
| 12  | Alemanha       | 10  | 12    | 4     | 8     | 1          | 1          | 2          | 0          | 6          | 2          | 18   | 29   | 0.621 | 969    | 1103   | 0.879  |
| 13  | China          | 9   | 12    | 3     | 9     | 2          | 1          | 0          | 0          | 5          | 4          | 14   | 28   | 0.500 | 840    | 951    | 0.883  |
| 14  | Bulgária       | 9   | 12    | 2     | 10    | 1          | 1          | 0          | 3          | 4          | 3          | 16   | 31   | 0.516 | 990    | 1087   | 0.911  |
| 15  | Canadá         | 6   | 12    | 2     | 10    | 0          | 1          | 1          | 1          | 2          | 7          | 10   | 33   | 0.303 | 887    | 1022   | 0.868  |
| 16  | Austrália      | 2   | 12    | 1     | 11    | 0          | 0          | 1          | 0          | 5          | 6          | 8    | 35   | 0.229 | 858    | 1032   | 0.831  |

Nota: Estados Unidos ficaram na frente da França e os Países Baixos ficaram na frente da Argentina pelo número de vitórias (USA 10, FRA 9, NED 6, ARG 5).

### Primeira semana

#### Grupo 1
- Local:  Brasília, Brasil
- As partidas seguem o horário local (UTC−3).

| Data   | Hora  |                | Placar |                | Set 1 | Set 2 | Set 3 | Set 4 | Set 5 | Total  | Relatório |
| ------ | ----- | -------------- | ------ | -------------- | ----- | ----- | ----- | ----- | ----- | ------ | --------- |
| 7 jun  | 18:00 | China          | 1–3    | Irã            | 15–25 | 25–19 | 22–25 | 15–25 |       | 77–94  | Relatório |
| 7 jun  | 21:00 | Eslovênia      | 0–3    | Estados Unidos | 19–25 | 19–25 | 14–25 |       |       | 52–75  | Relatório |
| 8 jun  | 18:00 | Japão          | 3–1    | Países Baixos  | 22–25 | 26–24 | 25–22 | 25–17 |       | 98–88  | Relatório |
| 8 jun  | 21:00 | Brasil         | 3–0    | Austrália      | 25–14 | 25–18 | 25–21 |       |       | 75–53  | Relatório |
| 9 jun  | 15:00 | Japão          | 3–1    | China          | 21–25 | 25–19 | 25–19 | 25–18 |       | 96–81  | Relatório |
| 9 jun  | 18:00 | Países Baixos  | 0–3    | Estados Unidos | 12–25 | 18–25 | 16–25 |       |       | 46–75  | Relatório |
| 9 jun  | 21:00 | Brasil         | 3–1    | Eslovênia      | 25–21 | 21–25 | 25–20 | 25–16 |       | 96–82  | Relatório |
| 10 jun | 15:00 | Países Baixos  | 3–0    | Irã            | 26–24 | 25–21 | 25–21 |       |       | 76–66  | Relatório |
| 10 jun | 18:00 | Japão          | 2–3    | Estados Unidos | 25–17 | 15–25 | 21–25 | 28–26 | 9–15  | 98–108 | Relatório |
| 10 jun | 21:00 | Austrália      | 0–3    | Eslovênia      | 22–25 | 20–25 | 21–25 |       |       | 63–75  | Relatório |
| 11 jun | 15:00 | Estados Unidos | 3–1    | Brasil         | 21–25 | 27–25 | 25–20 | 25–20 |       | 98–90  | Relatório |
| 11 jun | 18:00 | Eslovênia      | 3–1    | China          | 25–15 | 25–20 | 18–25 | 27–25 |       | 95–85  | Relatório |
| 11 jun | 21:00 | Irã            | 3–1    | Austrália      | 25–14 | 25–22 | 18–25 | 25–15 |       | 93–76  | Relatório |
| 12 jun | 10:00 | Brasil         | 0–3    | China          | 23–25 | 29–31 | 23–25 |       |       | 75–81  | Relatório |
| 12 jun | 13:00 | Irã            | 0–3    | Japão          | 20–25 | 14–25 | 19–25 |       |       | 53–75  | Relatório |
| 12 jun | 16:00 | Países Baixos  | 3–0    | Austrália      | 25–20 | 25–15 | 25–23 |       |       | 75–58  | Relatório |

#### Grupo 2
- Local:  Ottawa, Canadá
- As partidas seguem o horário local (UTC−4).

| Data   | Hora  |           | Placar |           | Set 1 | Set 2 | Set 3 | Set 4 | Set 5 | Total   | Relatório |
| ------ | ----- | --------- | ------ | --------- | ----- | ----- | ----- | ----- | ----- | ------- | --------- |
| 7 jun  | 16:30 | Bulgária  | 1–3    | Sérvia    | 25–19 | 19–25 | 22–25 | 20–25 |       | 86–94   | Relatório |
| 7 jun  | 19:30 | Canadá    | 0–3    | Alemanha  | 19–25 | 20–25 | 28–30 |       |       | 67–80   | Relatório |
| 8 jun  | 16:30 | Polônia   | 3–0    | Argentina | 25–21 | 25–22 | 25–23 |       |       | 75–66   | Relatório |
| 8 jun  | 19:30 | França    | 3–0    | Itália    | 25–22 | 26–24 | 25–19 |       |       | 76–65   | Relatório |
| 9 jun  | 11:00 | Alemanha  | 1–3    | Argentina | 25–18 | 22–25 | 17–25 | 20–25 |       | 84–93   | Relatório |
| 9 jun  | 16:30 | Sérvia    | 1–3    | França    | 25–21 | 22–25 | 23–25 | 23–25 |       | 93–96   | Relatório |
| 9 jun  | 19:30 | Polônia   | 1–3    | Itália    | 25–21 | 23–25 | 20–25 | 20–25 |       | 88–96   | Relatório |
| 10 jun | 11:00 | Sérvia    | 3–2    | Argentina | 25–16 | 25–18 | 17–25 | 12–25 | 15–6  | 94–90   | Relatório |
| 10 jun | 16:30 | Bulgária  | 2–3    | Alemanha  | 20–25 | 25–22 | 16–25 | 25–20 | 10–15 | 96–107  | Relatório |
| 10 jun | 19:30 | França    | 3–0    | Canadá    | 25–16 | 25–23 | 25–21 |       |       | 75–60   | Relatório |
| 11 jun | 13:00 | Alemanha  | 3–2    | Sérvia    | 27–25 | 25–27 | 18–25 | 28–26 | 18–16 | 116–119 | Relatório |
| 11 jun | 16:00 | Bulgária  | 0–3    | Polônia   | 19–25 | 19–25 | 23–25 |       |       | 61–75   | Relatório |
| 11 jun | 19:00 | Canadá    | 0–3    | Itália    | 21–25 | 18–25 | 19–25 |       |       | 58–75   | Relatório |
| 12 jun | 11:00 | França    | 1–3    | Polônia   | 25–21 | 22–25 | 21–25 | 22–25 |       | 90–96   | Relatório |
| 12 jun | 14:00 | Argentina | 1–3    | Itália    | 20–25 | 21–25 | 25–16 | 28–30 |       | 94–96   | Relatório |
| 12 jun | 17:00 | Bulgária  | 2–3    | Canadá    | 18–25 | 18–25 | 26–24 | 25–21 | 11–15 | 98–110  | Relatório |

### Segunda semana

#### Grupo 3
- Local:  Cidade Quezon, Filipinas
- As partidas seguem o horário local (UTC+8).

| Data   | Hora  |           | Placar |               | Set 1 | Set 2 | Set 3 | Set 4 | Set 5 | Total   | Relatório |
| ------ | ----- | --------- | ------ | ------------- | ----- | ----- | ----- | ----- | ----- | ------- | --------- |
| 21 jun | 15:00 | Eslovênia | 0–3    | Países Baixos | 17–25 | 21–25 | 24–26 |       |       | 62–76   | Relatório |
| 21 jun | 19:00 | Argentina | 1–3    | Japão         | 25–27 | 18–25 | 25–17 | 16–25 |       | 84–94   | Relatório |
| 22 jun | 15:00 | China     | 0–3    | França        | 0–25  | 0–25  | 0–25  |       |       | 0–75    | Relatório |
| 22 jun | 19:00 | Alemanha  | 0–3    | Itália        | 16–25 | 21–25 | 22–25 |       |       | 59–75   | Relatório |
| 23 jun | 11:00 | França    | 3–0    | Países Baixos | 25–14 | 25–23 | 25–13 |       |       | 75–50   | Relatório |
| 23 jun | 15:00 | China     | 3–0    | Alemanha      | 25–0  | 25–0  | 25–0  |       |       | 75–0    | Relatório |
| 23 jun | 19:00 | Argentina | 1–3    | Eslovênia     | 20–25 | 29–27 | 18–25 | 17–25 |       | 84–102  | Relatório |
| 24 jun | 11:00 | Alemanha  | 1–3    | Países Baixos | 25–22 | 29–31 | 23–25 | 16–25 |       | 93–103  | Relatório |
| 24 jun | 15:00 | Argentina | 3–1    | China         | 25–22 | 22–25 | 25–22 | 25–22 |       | 97–91   | Relatório |
| 24 jun | 19:00 | Japão     | 3–2    | Itália        | 25–20 | 21–25 | 24–26 | 25–19 | 15–13 | 110–103 | Relatório |
| 25 jun | 11:00 | Argentina | 2–3    | Países Baixos | 25–22 | 23–25 | 25–20 | 19–25 | 13–15 | 105–107 | Relatório |
| 25 jun | 15:00 | Japão     | 0–3    | França        | 22–25 | 25–27 | 16–25 |       |       | 63–77   | Relatório |
| 25 jun | 19:00 | Itália    | 3–0    | Eslovênia     | 25–19 | 25–16 | 25–21 |       |       | 75–56   | Relatório |
| 26 jun | 11:00 | Alemanha  | 1–3    | França        | 16–25 | 19–25 | 25–19 | 21–25 |       | 81–94   | Relatório |
| 26 jun | 15:00 | Japão     | 3–1    | Eslovênia     | 25–21 | 22–25 | 25–18 | 25–19 |       | 97–83   | Relatório |
| 26 jun | 19:00 | Itália    | 3–0    | China         | 25–21 | 25–18 | 25–19 |       |       | 75–58   | Relatório |

#### Grupo 4
- Local:  Sófia, Bulgária
- As partidas seguem o horário local (UTC+3).

| Data   | Hora  |                | Placar |                | Set 1 | Set 2 | Set 3 | Set 4 | Set 5 | Total   | Relatório |
| ------ | ----- | -------------- | ------ | -------------- | ----- | ----- | ----- | ----- | ----- | ------- | --------- |
| 21 jun | 17:00 | Austrália      | 1–3    | Canadá         | 25–18 | 26–28 | 19–25 | 22–25 |       | 92–96   | Relatório |
| 21 jun | 20:00 | Irã            | 0–3    | Bulgária       | 19–25 | 23–25 | 24–26 |       |       | 66–76   | Relatório |
| 22 jun | 17:00 | Brasil         | 1–3    | Polônia        | 16–25 | 25–22 | 16–25 | 22–25 |       | 79–97   | Relatório |
| 22 jun | 20:00 | Sérvia         | 1–3    | Estados Unidos | 24–26 | 25–23 | 23–25 | 20–25 |       | 92–99   | Relatório |
| 23 jun | 13:30 | Polônia        | 3–0    | Canadá         | 25–16 | 25–18 | 25–16 |       |       | 75–50   | Relatório |
| 23 jun | 16:30 | Sérvia         | 0–3    | Brasil         | 18–25 | 24–26 | 17–25 |       |       | 59–76   | Relatório |
| 23 jun | 20:00 | Estados Unidos | 0–3    | Irã            | 18–25 | 27–29 | 25–27 |       |       | 70–81   | Relatório |
| 24 jun | 13:30 | Sérvia         | 3–2    | Canadá         | 20–25 | 19–25 | 25–20 | 26–24 | 15–11 | 105–105 | Relatório |
| 24 jun | 16:30 | Irã            | 0–3    | Brasil         | 28–30 | 23–25 | 19–25 |       |       | 70–80   | Relatório |
| 24 jun | 20:00 | Austrália      | 3–2    | Bulgária       | 21–25 | 25–13 | 25–22 | 20–25 | 17–15 | 108–100 | Relatório |
| 25 jun | 13:30 | Canadá         | 0–3    | Irã            | 21–25 | 25–27 | 18–25 |       |       | 64–77   | Relatório |
| 25 jun | 16:30 | Polônia        | 3–0    | Austrália      | 25–17 | 25–19 | 25–14 |       |       | 75–50   | Relatório |
| 25 jun | 20:00 | Estados Unidos | 3–1    | Bulgária       | 25–12 | 20–25 | 26–24 | 25–23 |       | 96–84   | Relatório |
| 26 jun | 13:30 | Sérvia         | 3–0    | Austrália      | 25–17 | 25–20 | 25–22 |       |       | 75–59   | Relatório |
| 26 jun | 16:30 | Estados Unidos | 1–3    | Polônia        | 25–21 | 23–25 | 24–26 | 22–25 |       | 94–97   | Relatório |
| 26 jun | 20:00 | Bulgária       | 0–3    | Brasil         | 21–25 | 19–25 | 22–25 |       |       | 62–75   | Relatório |

### Terceira semana

#### Grupo 5
- Local :  Osaka, Japão
- As partidas seguem o horário local (UTC+9).

| Data   | Hora  |                | Placar |                | Set 1 | Set 2 | Set 3 | Set 4 | Set 5 | Total   | Relatório |
| ------ | ----- | -------------- | ------ | -------------- | ----- | ----- | ----- | ----- | ----- | ------- | --------- |
| 5 jul  | 15:00 | Estados Unidos | 3–1    | Alemanha       | 25–21 | 25–19 | 22–25 | 25–18 |       | 97–83   | Relatório |
| 5 jul  | 18:00 | Canadá         | 1–3    | Argentina      | 21–25 | 25–23 | 21–25 | 23–25 |       | 90–98   | Relatório |
| 6 jul  | 15:40 | Brasil         | 3–1    | Alemanha       | 25–27 | 25–17 | 25–20 | 25–19 |       | 100–83  | Relatório |
| 6 jul  | 19:10 | Japão          | 3–1    | Austrália      | 25–18 | 25–15 | 23–25 | 25–19 |       | 98–77   | Relatório |
| 7 jul  | 12:00 | França         | 2–3    | Estados Unidos | 25–15 | 22–25 | 25–22 | 14–25 | 8–15  | 94–102  | Relatório |
| 7 jul  | 15:10 | Alemanha       | 3–1    | Austrália      | 20–25 | 25–16 | 25–21 | 26–24 |       | 96–86   | Relatório |
| 7 jul  | 18:00 | Canadá         | 0–3    | Brasil         | 18–25 | 19–25 | 16–25 |       |       | 53–75   | Relatório |
| 8 jul  | 12:40 | Argentina      | 3–1    | Austrália      | 21–25 | 25–23 | 25–19 | 25–15 |       | 96–82   | Relatório |
| 8 jul  | 15:40 | França         | 3–0    | Brasil         | 25–21 | 25–22 | 25–21 |       |       | 75–64   | Relatório |
| 8 jul  | 19:10 | Japão          | 3–1    | Canadá         | 25–20 | 25–16 | 22–25 | 25–20 |       | 97–81   | Relatório |
| 9 jul  | 12:40 | França         | 1–3    | Argentina      | 22–25 | 25–23 | 23–25 | 19–25 |       | 89–98   | Relatório |
| 9 jul  | 15:40 | Canadá         | 0–3    | Estados Unidos | 19–25 | 15–25 | 19–25 |       |       | 53–75   | Relatório |
| 9 jul  | 19:10 | Alemanha       | 1–3    | Japão          | 25–23 | 22–25 | 20–25 | 20–25 |       | 87–98   | Relatório |
| 10 jul | 12:40 | Estados Unidos | 3–2    | Argentina      | 29–27 | 22–25 | 20–25 | 25–13 | 17–15 | 113–105 | Relatório |
| 10 jul | 15:40 | Austrália      | 0–3    | França         | 16–25 | 12–25 | 26–28 |       |       | 54–78   | Relatório |
| 10 jul | 19:10 | Brasil         | 3–0    | Japão          | 25–23 | 25–23 | 25–22 |       |       | 75–68   | Relatório |

#### Grupo 6
- Local:  Gdansk, Polônia
- As partidas seguem o horário local (UTC+2).

| Data   | Hora  |               | Placar |               | Set 1 | Set 2 | Set 3 | Set 4 | Set 5 | Total   | Relatório |
| ------ | ----- | ------------- | ------ | ------------- | ----- | ----- | ----- | ----- | ----- | ------- | --------- |
| 5 jul  | 17:00 | Bulgária      | 0–3    | Itália        | 15–25 | 20–25 | 23–25 |       |       | 58–75   | Relatório |
| 5 jul  | 20:00 | Irã           | 3–2    | Polônia       | 21–25 | 25–23 | 25–22 | 25–27 | 15–7  | 111–104 | Relatório |
| 6 jul  | 17:00 | Países Baixos | 3–0    | China         | 29–27 | 25–12 | 25–13 |       |       | 79–52   | Relatório |
| 6 jul  | 20:00 | Eslovênia     | 3–0    | Sérvia        | 25–15 | 25–19 | 25–23 |       |       | 75–57   | Relatório |
| 7 jul  | 14:00 | Itália        | 3–1    | Irã           | 25–16 | 25–27 | 25–23 | 25–23 |       | 100–89  | Relatório |
| 7 jul  | 17:00 | Bulgária      | 1–3    | Eslovênia     | 22–25 | 25–22 | 18–25 | 16–25 |       | 81–97   | Relatório |
| 7 jul  | 20:00 | Polônia       | 3–0    | China         | 26–24 | 25–16 | 25–18 |       |       | 76–58   | Relatório |
| 8 jul  | 14:00 | Bulgária      | 3–1    | Países Baixos | 22–25 | 25–16 | 25–21 | 25–21 |       | 97–83   | Relatório |
| 8 jul  | 17:00 | Eslovênia     | 0–3    | Irã           | 24–26 | 14–25 | 21–25 |       |       | 59–76   | Relatório |
| 8 jul  | 20:00 | Itália        | 3–0    | Sérvia        | 25–21 | 25–14 | 25–23 |       |       | 75–58   | Relatório |
| 9 jul  | 14:00 | China         | 3–1    | Bulgária      | 26–28 | 25–23 | 25–23 | 25–17 |       | 101–91  | Relatório |
| 9 jul  | 17:00 | Irã           | 3–0    | Sérvia        | 35–33 | 25–21 | 25–12 |       |       | 85–66   | Relatório |
| 9 jul  | 20:00 | Polônia       | 3–0    | Países Baixos | 25–19 | 25–23 | 25–22 |       |       | 75–64   | Relatório |
| 10 jul | 14:00 | China         | 1–3    | Sérvia        | 17–25 | 17–25 | 25–23 | 22–25 |       | 81–98   | Relatório |
| 10 jul | 17:00 | Itália        | 3–0    | Países Baixos | 25–23 | 26–24 | 25–21 |       |       | 76–68   | Relatório |
| 10 jul | 20:00 | Polônia       | 3–1    | Eslovênia     | 25–14 | 25–23 | 23–25 | 25–17 |       | 98–79   | Relatório |

## Fase final
|  | Quartas de final | Quartas de final |             |   | Semifinais     | Semifinais     |  |  | Final | Final |
|  |                  |                  |             |   |                |                |  |  |       |       |
|  | 20 de julho      |                  |             |   |                |                |  |  |       |       |
|  |                  |                  |             |   |                |                |  |  |       |       |
|  | Itália           | 3                |             |   |                |                |  |  |       |       |
|  | Itália           | 3                | 23 de julho |   |                |                |  |  |       |       |
|  | Países Baixos    | 1                |             |   |                |                |  |  |       |       |
|  | Países Baixos    | 1                | Itália      | 0 |                |                |  |  |       |       |
|  | 21 de julho      |                  | Itália      | 0 |                |                |  |  |       |       |
|  |                  | França           | 3           |   |                |                |  |  |       |       |
|  | França           | França           | 3           | 3 |                |                |  |  |       |       |
|  | França           |                  | 24 de julho | 3 |                |                |  |  |       |       |
|  | Japão            | 0                |             |   |                |                |  |  |       |       |
|  | Japão            | 0                | França      | 3 |                |                |  |  |       |       |
|  | 21 de julho      |                  | França      | 3 |                |                |  |  |       |       |
|  |                  | Estados Unidos   | 2           |   |                |                |  |  |       |       |
|  | Polônia          | Estados Unidos   | 2           | 3 |                |                |  |  |       |       |
|  | Polônia          | 23 de julho      |             | 3 |                |                |  |  |       |       |
|  | Irã              | 2                |             |   |                |                |  |  |       |       |
|  | Irã              | 2                | Polônia     | 0 |                |                |  |  |       |       |
|  | 20 de julho      |                  | Polônia     | 0 |                |                |  |  |       |       |
|  |                  | Estados Unidos   | 3           |   | Terceiro lugar | Terceiro lugar |  |  |       |       |
|  | Estados Unidos   | Estados Unidos   | 3           | 3 | Terceiro lugar | Terceiro lugar |  |  |       |       |
|  | Estados Unidos   |                  | 24 de julho | 3 |                |                |  |  |       |       |
|  | Brasil           | 1                |             |   |                |                |  |  |       |       |
|  | Brasil           | 1                | Itália      | 0 |                |                |  |  |       |       |
|  |                  |                  |             |   |                |                |  |  |       |       |
|  | Polônia          | 3                |             |   |                |                |  |  |       |       |
|  | Polônia          | 3                |             |   |                |                |  |  |       |       |

- As partidas seguem o horário local (UTC+2).

### Quartas de final
| Data   | Hora  |                | Placar |               | Set 1 | Set 2 | Set 3 | Set 4 | Set 5 | Total  | Relatório |
| ------ | ----- | -------------- | ------ | ------------- | ----- | ----- | ----- | ----- | ----- | ------ | --------- |
| 20 jul | 18:00 | Estados Unidos | 3–1    | Brasil        | 20–25 | 25–22 | 25–23 | 25–17 |       | 95–87  | Relatório |
| 20 jul | 21:00 | Itália         | 3–1    | Países Baixos | 21–25 | 25–22 | 25–13 | 25–22 |       | 96–82  | Relatório |
| 21 jul | 18:00 | França         | 3–0    | Japão         | 26–24 | 25–16 | 25–20 |       |       | 76–60  | Relatório |
| 21 jul | 21:00 | Polônia        | 3–2    | Irã           | 25–21 | 24–26 | 25–18 | 16–25 | 15–7  | 105–97 | Relatório |

### Semifinais
| Data   | Hora  |         | Placar |                | Set 1 | Set 2 | Set 3 | Set 4 | Set 5 | Total | Relatório |
| ------ | ----- | ------- | ------ | -------------- | ----- | ----- | ----- | ----- | ----- | ----- | --------- |
| 23 jul | 18:00 | Polônia | 0–3    | Estados Unidos | 22–25 | 23–25 | 13–25 |       |       | 58–75 | Relatório |
| 23 jul | 21:00 | Itália  | 0–3    | França         | 22–25 | 20–25 | 15–25 |       |       | 57–75 | Relatório |

### Terceiro lugar
| Data   | Hora  |        | Placar |         | Set 1 | Set 2 | Set 3 | Set 4 | Set 5 | Total | Relatório |
| ------ | ----- | ------ | ------ | ------- | ----- | ----- | ----- | ----- | ----- | ----- | --------- |
| 24 jul | 18:00 | Itália | 0–3    | Polônia | 16–25 | 23–25 | 20–25 |       |       | 59–75 | Relatório |

### Final
| Data   | Hora  |        | Placar |                | Set 1 | Set 2 | Set 3 | Set 4 | Set 5 | Total  | Relatório |
| ------ | ----- | ------ | ------ | -------------- | ----- | ----- | ----- | ----- | ----- | ------ | --------- |
| 24 jul | 21:00 | França | 3–2    | Estados Unidos | 25–16 | 25–19 | 15–25 | 21–25 | 15–10 | 101–95 | Relatório |

## Classificação final
| Campeão | Vice-campeão | Terceiro lugar |
| FrançaBarthélémy Chinenyeze · Jenia Grebennikov · Jean Patry · Benjamin Toniutti · Earvin N'Gapeth · Antoine Brizard · Stephen Boyer · Nicolas Le Goff · Médéric Henry · Trévor Clévenot · Yacine Louati · Benjamin Diez · Pierre Derouillon · Quentin Jouffroy | Estados UnidosAaron Russell · Jeffrey Jendryk · Kyle Ensing · Mitchell Stahl · Torey DeFalco · Kyle Dagostino · Micah Christenson · Kyle Russell · Joshua Tuaniga · Garrett Muagututia · David Smith · Erik Shoji · Cody Kessel · Tyler Mitchem | PolôniaJakub Popiwczak · Łukasz Kaczmarek · Bartosz Kurek · Karol Kłos · Bartosz Bednorz · Grzegorz Łomacz · Aleksander Śliwka · Jakub Kochanowski · Kamil Semeniuk · Paweł Zatorski · Marcin Janusz · Mateusz Bieniek · Tomasz Fornal · Karol Butryn |

| 4  | Itália        |
| 5  | Japão         |
| 6  | Brasil        |
| 7  | Irã           |
| 8  | Países Baixos |
| 9  | Argentina     |
| 10 | Eslovênia     |
| 11 | Sérvia        |
| 12 | Alemanha      |
| 13 | China         |
| 14 | Bulgária      |
| 15 | Canadá        |
| 16 | Austrália     |

Fonte: Volleyball World

## Prêmios individuais
A seleção do campeonato foi composta pelos seguintes jogadores:
- MVP (Most Valuable Player):  Earvin N'Gapeth